# Daniel Waldeck-Wildungen
Daniel Waldeck (ur. 1 sierpnia 1530, zm. 7 czerwca 1577 r. w Waldeck) - hrabia Waldeck-Wildungen. Trzeci, a w chwili śmierci ojca, najstarszy żyjący syn hrabiego Filipa IV Waldeck-Wildungen (1493-1574) i jego pierwszej żony Małgorzaty von Ostfriesland (1500-1537).
Mimo że jego rodzice byli reformatami, w roku 1550 został kanonikiem Strasburga. Wkrótce po tym dołączył do armii francuskiej. Po śmierci ojca odziedziczył hrabstwo Waldeck i miasto Naumburg (Saale).
4 kwietnia 1567 r. uczestniczył w pogrzebie landgrafa Hesji Filipa I Wspaniałomyślnego. Tam prawdopodobnie spotkał jego córkę Barbarę (ok. 1536-1597), wdowę po księciu Jerzym von Württemberg-Montbéliardzie (1498-1558). Ich ślub odbył się 11 listopada 1568 roku. Małżeństwo było bezdzietne.
Daniel zmarł 7 czerwca 1577 r. i został pochowany w klasztorze Marienthal w miejscu pochówku pierwszego hrabiego Waldeck. Jego następcą został jego brat Henryk IX Waldeck-Wildungen, który zmarł 3 października 1577 roku.